# Josef Stránský

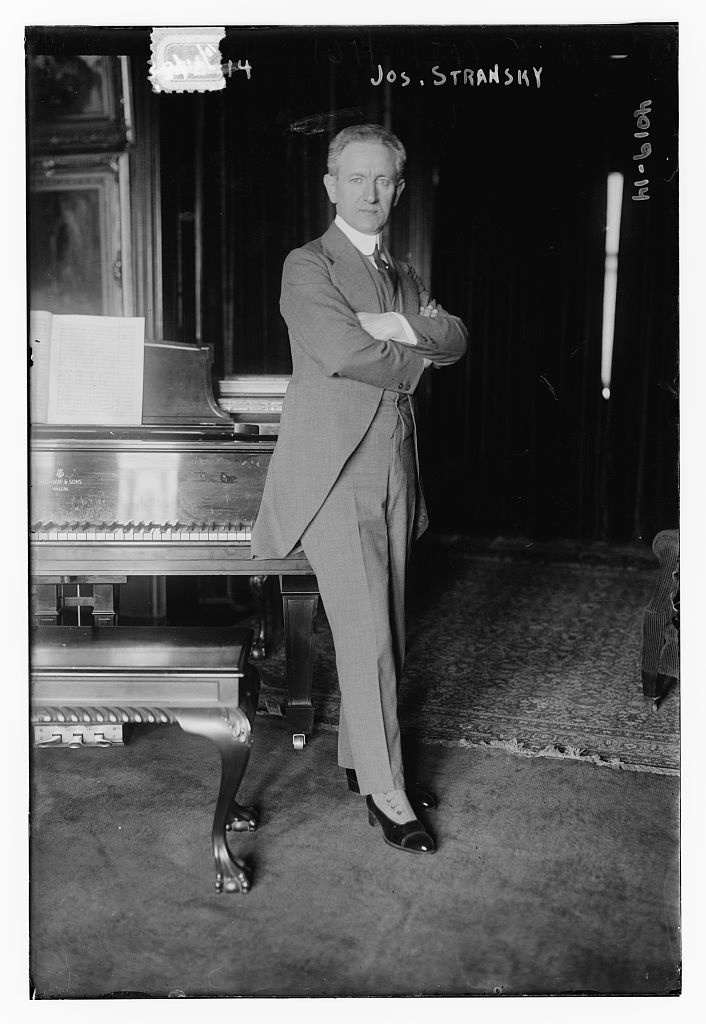
Stránský en 1916

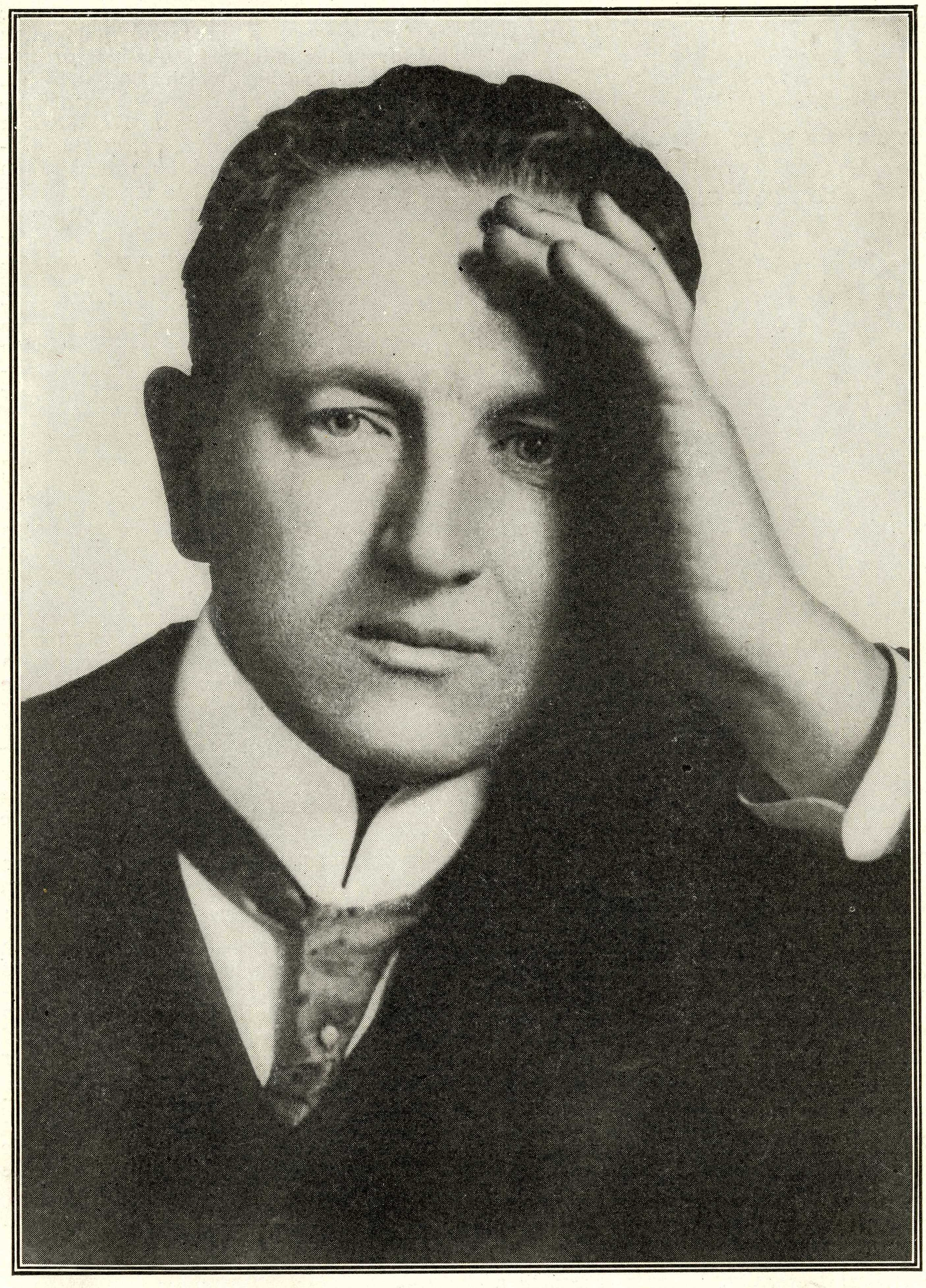
Stránský en 1911

Josef Stránský (9 de septiembre de 1872-6 de marzo de 1936) fue un director de orquesta y compositor, además de coleccionista y comerciante de arte checo establecido en Estados Unidos donde dirigió la Orquesta Filarmónica de Nueva York entre 1911 y 1923.

## Biografía
Nació el 9 de septiembre de 1872 en la localidad Bohemia de Humpolec. Tras trabajar como director de orquesta en Praga y Berlín, fue seleccionado para reemplazar a Gustav Mahler al frente de la Orquesta Filarmónica de Nueva York en 1911 tras la muerte de este. Algunos críticos estuvieron en desacuerdo con su nombramiento al considerar que Stránský no era un digno sucesor de Mahler. 
 
Un artículo en The New York Times comenzaba sobre el nombramiento: "Los patrocinadores financieros de la Orquesta Filarmónica de Nueva York estarán interesados en saber que el mundo artístico alemán está lleno de asombro por la contratación de Josef Stransky de Berlín como sucesor del difunto Gustav Mahler", antes de afirmar que Stránský fue elegido frente a otros candidatos como Oskar Fried y Bruno Walter debido a sus bajas exigencias económicas.
Stránský, que se convirtió en director musical de la Filarmónica a los 39 años, siendo el director más joven en asumir el cargo desde Carl Bergmann, más de medio siglo antes. En 1912 se casó con la soprano noruega Marie Doxrud.
Durante su mandato al frente de la Orquesta Filarmónica de Nueva York, Stránský recibió elogios por sus interpretaciones de Franz Liszt y Richard Strauss por parte del destacado crítico Henry T. Finck del New York Evening Post .  Sin embargo, Daniel Gregory Mason expresó su descontento con lo que denominó "la papilla wagneriana, lisztiana y tschaikowskiana que nos sirve . . . Stransky de la Sociedad Filarmónica", y llegó incluso a llamar al director "un total incompetente musical". 
 
El musicólogo francés, Henry-Louis de La Grange, ha caracterizado a Stránský como un líder "concienzudo pero aburrido", que permitió que cayeran los altos niveles de desempeño alcanzados por Mahler.
A pesar de estas críticas, Stránský tuvo el repertorio más amplio de todos los directores anteriores de la Filarmónica y, durante la Primera Guerra Mundial, sus programas cambiaron sutilmente para favorecer a los compositores ingleses, rusos y franceses. También incluyó a más estadounidenses que todos sus predecesores juntos, programando a George Chadwick, Arthur Foote, Edward MacDowell, John Knowles Paine y John Philip Sousa. Stránský tampoco era reacio a la música "contemporánea": tocó Respighi, Sibelius e incluso su predecesor filarmónico inmediato, Mahler, y dirigió el estreno estadounidense de Pelleas und Melisande de Schoenberg.
Desde que asumió el cargo en 1911 hasta el final de la temporada 1919-20, Stránský dirigió todos los conciertos de la Filarmónica. Dirigió también las primeras grabaciones discográficas, que fueron realizadas a partir de enero de 1917 por la Columbia Graphophone Company, aunque el acuerdo no se anunció hasta marzo. Fue elegido miembro honorario de la fraternidad Phi Mu Alpha Sinfonia, la fraternidad nacional para hombres en la música, en 1917 por el capítulo Alpha de la fraternidad en el Conservatorio de Música de Nueva Inglaterra en Boston. En 1921 la Filarmónica se fusionó con la Sinfónica Nacional, dirigida por Willem Mengelberg. Para la temporada 1922-23, Stránský dirigió la primera mitad de la temporada y Mengelberg la segunda: posteriormente Stránský dejó la orquesta.

### Comerciante de arte
Stránský finalmente dejó la profesión musical para convertirse en marchante de arte,  especializándose en el Período Rosa de Picasso .
Fue socio de la galería de arte E.Gimpel & Wildenstein en la ciudad de Nueva York. 
Antes de su muerte, Stránský acumuló una colección de arte privada que incluía más de 50 importantes pinturas impresionistas y postimpresionistas de Picasso, Van Gogh, Gauguin, Renoir, Monet, Manet, Degas, Cézanne, Matisse, Seurat, Toulouse-Lautrec, Pissarro, Sisley, Delacroix, Ingres, Corot, Courbet, Daumier, Derain, Modigliani, Fantin-Latour, Vuillard y Vlaminck, entre otros. También poseía una gran colección de pinturas de antiguos maestros y era una autoridad reconocida en la materia.
Si este grupo de obras hubiera permanecido intacto y en manos privadas, hoy sería una de las colecciones de arte privadas más valiosas del mundo. Recientemente, se descubrió que Stránský fue propietario durante muchos años de una pintura de 1785 de Nicolas Benjamin Delapierre que puede ser el retrato más antiguo conocido de Thomas Jefferson.
Stránský murió en Nueva York el 6 de marzo de 1936 y está enterrado en el cementerio Woodlawn en el Bronx.